# Mužla
Mužla este o comună slovacă, aflată în districtul Nové Zámky din regiunea Nitra. Localitatea se află la altitudinea de 112 m deasupra n.m., se întinde pe o suprafață de 51,96 km2 și în 2017 număra 1.884 de locuitori. Se învecinează cu Nyergesújfalu și Lábatlan.

## Istoric
Localitatea Mužla este atestată documentar din 1156.

## Demografie
| An:                | 1994 | 2004   | 2014   | 2024   |
| ------------------ | ---- | ------ | ------ | ------ |
| Număr de persoane: | 1995 | 1965   | 1886   | 1838   |
| Diferență:         |      | −1,50% | −4,02% | −2,54% |

| An:                | 2023 | 2024   |
| ------------------ | ---- | ------ |
| Număr de persoane: | 1861 | 1838   |
| Diferență:         |      | −1,23% |